# Nazionale maschile under 18 di pallacanestro del Brunei
La nazionale di pallacanestro bruneiana Under-18 è una selezione giovanile della nazionale bruneiana di pallacanestro, ed è rappresentata dai migliori giocatori di nazionalità bruneiana di età non superiore ai 18 anni.
Partecipa a tutte le manifestazioni internazionali giovanili di pallacanestro per nazioni gestite dalla FIBA.

## Partecipazioni

### FIBA AsiaBasket Under-18
- 1995 - 15°